# H3 Pharma
 (novembre 2020).
H3 Pharma est une société française créé en 1984 spécialisé dans les médicaments génériques basée à Bois d'Arcy (Yvelines).
C'est une holding contenant H2 Pharma, H3 Santé, API France.

## Activité
La société H3 Pharma permet aux génériqueurs d'obtenir un "full service" clé en main, spécialisé dans les produits génériques. Ces différentes filiales lui permettent de proposer la matière première, la création du dossier d'AMM et la fabrication de n'importe quel médicament tombé dans le domaine public.

## H2 Pharma
Le laboratoire pharmaceutique H2 Pharma est spécialisé dans le façonnage de génériques pharmaceutiques pour les génériqueurs français.
Il a été fonde en 1984 a l'occasion de la reprise des activités et spécialités des Laboratoires Aérocid, fondés dans les années 1930, à la spécialité éponyme . Ce médicament et d'autres ont été retirées du marche en 2002 au motif d'un faible intérêt thérapeutique.
La société H2 Pharma est aujourd'hui leader du marché français de façonnage de médicaments génériques.
En 2010, par l'intermédiaire du salon CPhI de Paris, H2 Pharma ouvre son activité à l'international.